# 山科満
山科 満（やましな みつる、1961年 - ）は、日本の医学者・精神科医。中央大学文学部教授。元文教大学教授。学位は、博士（医学）。

## 来歴
1961年青森県生まれ。新潟県立新潟高等学校を経て、1989年新潟大学医学部医学科卒業。1992年東京都立松沢病院精神科医員。1998年順天堂大学医学部精神医学教室助手、後に講師。2001年博士（医学）（順天堂大学）。2008年文教大学人間科学部臨床心理学科准教授、後に教授。2010年中央大学文学部心理学専攻准教授を経て、現在教授。

## 著訳書
- 稀で特異な精神科症候群および状態像（星和書店・共著）
- 現代の子どもと強迫性障害
- 精神分析的診断面接のすすめから（岩崎学術出版社・共著）
- 治療作用（岩崎学術出版社・共訳）

## 関連人物
- 永田俊彦
- 皆川邦直
- 市橋秀夫
- 守屋直樹
- 山崎久美子